# Kinematografia
Kinematografia (z gr. κινημα dop. κινηματος „ruch” i γραφω „pisać”) – dziedzina działalności człowieka związana z produkcją filmów oraz ich rozpowszechnianiem i wyświetlaniem w kinach.
Według definicji Bataille’a kinematografia jest sztuką poprawnego przekazywania idei drogą następstwa ożywionych obrazów.
Kinematografia obejmuje twórczość filmową, produkcję filmów, usługi filmowe, dystrybucję i rozpowszechnianie filmów, w tym działalność kin, upowszechnianie kultury filmowej, promocję twórczości filmowej oraz gromadzenie, ochronę i upowszechnianie zasobów sztuki filmowej.
Do niedawna największą kinematografią narodową była amerykańska związana z wytwórniami w Hollywood.
Obecnie najwięcej filmów na świecie powstaje w Indiach. Ośrodek kinematograficzny w Bombaju określany jest często jako Bollywood. Produkuje się tam nie tylko najwięcej filmów, lecz także najdłuższe. Średnio indyjski film trwa około 3 godzin.
Trzecią wielką potęgą filmową staje się obecnie kinematografia chińska z ośrodkami produkcyjnymi w Hongkongu, Pekinie i Szanghaju.
Tylko te trzy kinematografie – amerykańska, indyjska i chińska, posiadające ogromne obszary dystrybucji, są samowystarczalne, tzn. nie potrzebują dotacji mecenasów państwowych i prywatnych.
Inne kinematografie narodowe, ze względu na małe obszary dystrybucji kinowej i telewizyjnej, są najczęściej dofinansowywane przez rządy, fundacje i organizacje społeczne lub telewizje publiczne. Tak się dzieje w Polsce, gdzie istnienie kinematografii narodowej jest uzależnione od dotacji Polskiego Instytutu Sztuki Filmowej, a czasem publicznej telewizji. Zdecydowanie rzadziej produkcja jest finansowana przez telewizje prywatne lub sponsorów.